# Gare de Beauvechain
La gare de Beauvechain est une ancienne gare vicinale belge de la Société nationale des chemins de fer vicinaux (SNCV) située dans la commune de Beauvechain en province du Brabant wallon.

## Histoire
En 1892 est mis en service le tramway vicinal Louvain - Jodoigne, puis vingt ans plus tard en 1902, elle est également desservie par la ligne Tervuren - Jodoigne / Tirlemont. La ligne venant de Louvain est supprimée en 1953 puis en 1957, la section Bruxelles - Hamme-Mille est supprimée ne laissant qu'un service d'autorail entre Tirlemont et Hamme-Mille finalement supprimé en 1959.
Le bâtiment a persisté à la suite de la suppression et est aujourd'hui une habitation privée.

## Description
La station comporte un bâtiment voyageur d'un type standardisé identique à celui de Nodebais.